# Location identifier
O Location identifier (FAA) (em português: identificador de localização) é uma representação simbólica para o nome e a localização de um aeroporto, navegação marítima ou estação meteorológica, é também usado para controle de tráfego aéreo, telecomunicações, computadores, boletins meteorológicos, e serviços relacionados.